# Калопецати (Козенца)
Калопецати је насеље у Италији у округу Козенца, региону Калабрија.
Према процени из 2011. у насељу је живело 598 становника. Насеље се налази на надморској висини од 209 м.